# Criniger
Criniger é um género de ave passeriformes da família Pycnonotidae.

## Espécies
Este género contém as seguintes espécies:
- Criniger barbatus
- Criniger calurus
- Criniger chloronotus
- Criniger ndussumensis
- Criniger olivaceus